# Orancistrocerus moelleri
Orancistrocerus moelleri är en stekelart som först beskrevs av Charles Thomas Bingham 1897.  Orancistrocerus moelleri ingår i släktet Orancistrocerus och familjen Eumenidae. Utöver nominatformen finns också underarten O. m. aulicus.